# 林子香旧居
林子香旧居建于1936年，是原比利时商业电灯电车公司的中方买办林子香在天津的故居。位于当时的天津英租界的香港道（Hong Kong Road）（今和平区睦南道114号），该建筑目前是一般保护等级历史风貌建筑。

## 建筑
林子香旧居为二层砖混结构楼房，局部为三层，立面层次且错落有致。